# Case Mazzanti
Le case Mazzanti sono un gruppo di edifici a schiera che si affacciano lungo il lato nord-est di piazza delle Erbe a Verona, caratterizzati dalle facciate affrescate nel Cinquecento da Alberto Cavalli, allievo del più noto architetto e pittore rinascimentale Giulio Romano.

## Storia

### Origine e i primi interventi sul lato nord-est della piazza

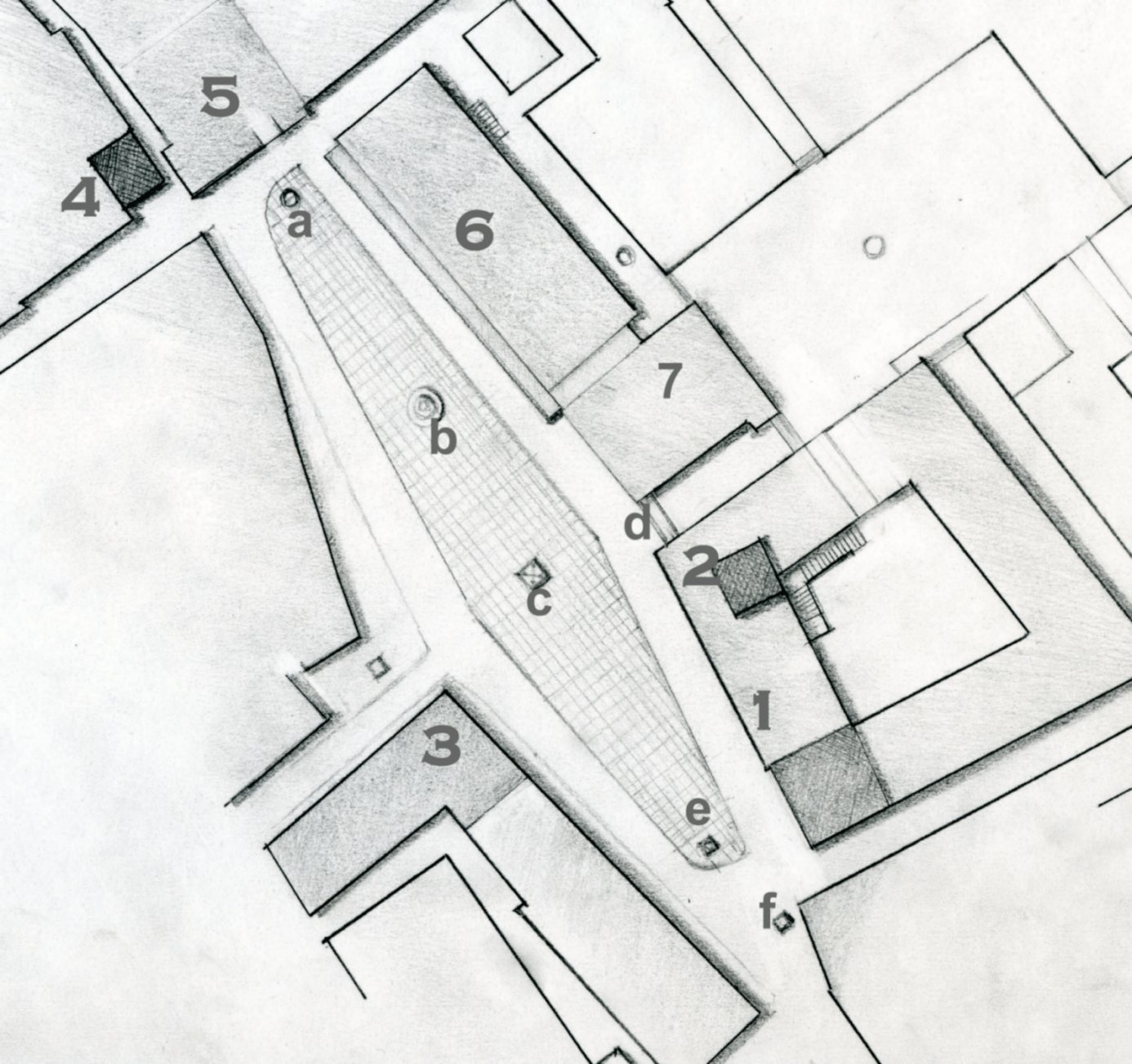
Planimetria di piazza Erbe: al numero 6 le case Mazzanti e al 7 la prospiciente Domus Nova, separate dal volto Barbaro

L'edificio si colloca al margine di quello che era il Foro cittadino, luogo in cui si incrociavano il cardo e decumano massimi; ne sono prova le testimonianze archeologiche rinvenute proprio nelle cantine di questo complesso. È stata infatti ritrovata l'antica pavimentazione in pietra della piazza, situata mediamente quattro metri al di sotto dell'attuale, oltre che le rimanenze di un grande edificio romano fondato sullo stesso perimetro delle case Mazzanti. Nel corso dei secoli l'antico Foro continuò a svolgere un ruolo importante, come testimoniato dalla realizzazione di diversi edifici pubblici; in particolare, nel 1195 si concluse la fabbrica del palazzo del Comune e della relativa torre, che sono così andati a chiudere il lato nord-est della piazza, lo stesso dove sarebbero poi sorte la Domus Nova e le case Mazzanti.
Durante la Signoria scaligera la piazza delle Erbe assunse ancor di più il ruolo di centro degli affari cittadini, così sotto il governo dei Della Scala si proseguì nella riqualificazione del lato nord-orientale: a fiancheggiare il palazzo del Comune venne costruita, tra gli anni cinquanta e settanta del Duecento, la Domus Nova Communis Verone, o più semplicemente Domus Nova. Questa era separata dall'edificio che sarebbe poi stato trasformato nelle case Mazzanti dal cosiddetto volto Barbaro, mentre era separata dal palazzo del Comune attraverso via della Costa; entrambi i collegamenti, volto Barbaro e via della Costa, permettevano il collegamento diretto tra piazza Erbe e piazza dei Signori, centro del potere scaligero. La comunicazione riservata tra il palazzo del Comune e la Domus Nova, dove trovarono spazio la casa e gli uffici del podestà, era però permessa da un ponticello sopraelevato che collega i due edifici.

### L'intervento decisivo scaligero: laDomus Bladorum

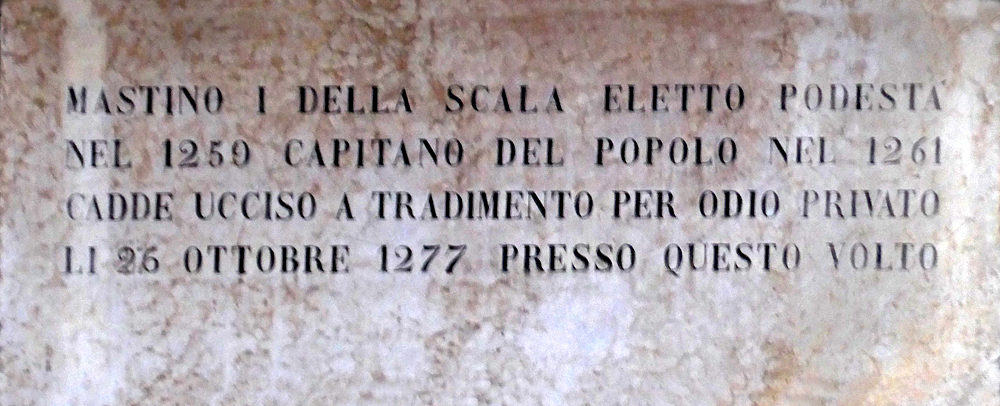
Una lapide collocata presso il volto Barbaro che ricorda l'omicidio di Mastino I della Scala

In quest'ottica si inserisce il recupero della rimanente porzione nord-orientale del Foro; come detto, sull'area delle cosiddette case Mazzanti si trovava un edificio di epoca romana, il quale venne probabilmente abbandonato durante l'alto Medioevo e forse è andato definitivamente in rovina a causa del terribile terremoto del 1117, che molti danni provocò in città. Nel corso del basso Medioevo sorse così, al posto di quello romano, un nuovo edificio, di cui si hanno però scarse notizie fino almeno alla sua acquisizione da parte degli Scaligeri. Fu probabilmente Alberto della Scala, che governò su Verona tra il 1277 e il 1301, a commissionare la ristrutturazione del complesso, la cui parte superiore, raggiungibile anche dalla Domus Nova tramite un nuovo ponticello che attraversava volto Barbaro, venne adibita a deposito di grano pubblico, tanto da essere denominato Domus Bladorum in numerosi documenti.
In altri documenti è anche nominato come Domus Mercariorum o Domus Pignolatorum, in quanto la parte inferiore era invece destinata a botteghe, ai venditori di "panni pignolati" e alle abitazioni dei mercanti che qui lavoravano. Quasi sicuramente le botteghe e i banchi di vendita del piano terra, disposti tutt'attorno all'edificio, erano a quel tempo realizzati in legno, mentre gli ambienti interni erano destinati a magazzini e abitazioni.
I segni di questo antico edificio scaligero sono difficilmente leggibili nelle strutture attuali, a causa delle numerose modifiche avvenute nel corso dei secoli, e solo nel retrostante prospetto su via Mazzanti si possono individuare alcune finestre in cotto e archivolto a tutto sesto che sembrano appartenere a quella fase. Inoltre a quel tempo volto Barbaro, ovvero la strada che passava sotto il ponticello di collegamento tra la Domus Nova e la Domus Bladorum, doveva avere un aspetto molto diverso dall'attuale stretto passaggio, con un'altezza decisamente superiore e una larghezza almeno tripla.

### Realizzazione del pozzo e ricostruzione delle botteghe

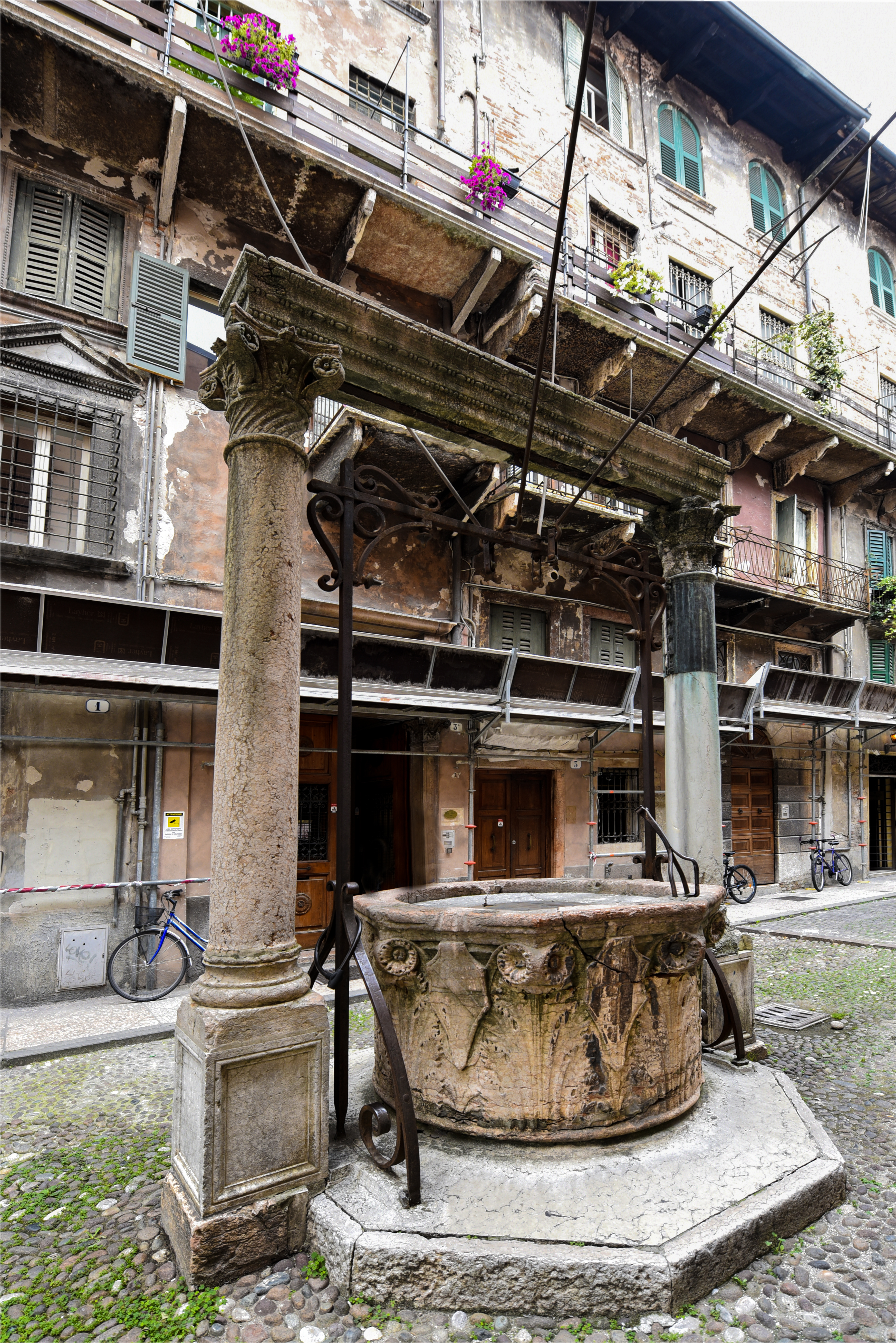
Il pozzo situato in via Mazzanti, realizzato in contemporanea ad alcuni interventi di riqualificazione di piazza dei Signori

Durante i lavori di "abbellimento" quattrocenteschi di piazza dei Signori, che portarono all'edificazione della vicina loggia del Consiglio, venne realizzato anche il monumentale pozzo posto lungo la retrostante via Mazzanti, così definito dallo storico Luigi Simeoni: «il più bel puteale della Rinascenza che Verona possegga è in marmo rosso, rivestito da grandi foglie d'acanto separate da ramoscelli che finiscono in fiori, formanti sotto l'orlo, gli otto spigoli. Vi sono inseriti il Leone di San Marco, lo stemma della città e dei rettori Andrea Diedo e Giacomo Marcello e del camerlengo che nel 1478 fecero rifare questo pozzo (già preesistente e che si diceva il "pozzo di Donato")».
Nel 1479 sotto il volto Barbaro scoppiò un incendio che distrusse le botteghe da quel lato, che furono poi ricostruite in muratura occludendo però buona parte della strada e del volto originario. L'anno successivo vennero smontate anche le botteghe sul lato di piazza delle Erbe e costruita una loggia in muratura su due livelli, addossata al prospetto trecentesco dell'edificio: al loggiato del piano terreno tuttora esistente, infatti, si sovrapponeva un'ulteriore loggia dove, ad un'arcata a sesto ribassato dell'ordine inferiore, ne corrispondevano due a tutto sesto, che furono tamponate in momenti successivi.

### Matteo Mazzanti e i lavori di restauro e decorazione dell'edificio
Questi fabbricati finirono poi per prendere il nome da Matteo Mazzanti, che nei primi anni del Cinquecento possedeva qui già diverse botteghe e un appartamento, per i quali pagava una somma di denaro al Comune. Durante la breve dominazione su Verona dell'imperatore Massimiliano d'Austria, durata tra il 1509 e il 1516, il Mazzanti riuscì da ampliare le sue proprietà: nel 1511, infatti, l'imperatore stesso regalò i locali di proprietà pubblica (un grande granaio in parte coperto e in parte scoperto, posto sopra le botteghe) al suo luogotenente a Verona, Giovanni Gonzaga, che ben prestò le vendette a Matteo Mazzanti e ai suoi fratelli. Questi spesero grandi somme nel restauro delle strutture e nella decorazione a partiture quadrangolari della facciata prospiciente la piazza, lavori che nel 1529 dovevano essere già conclusi.

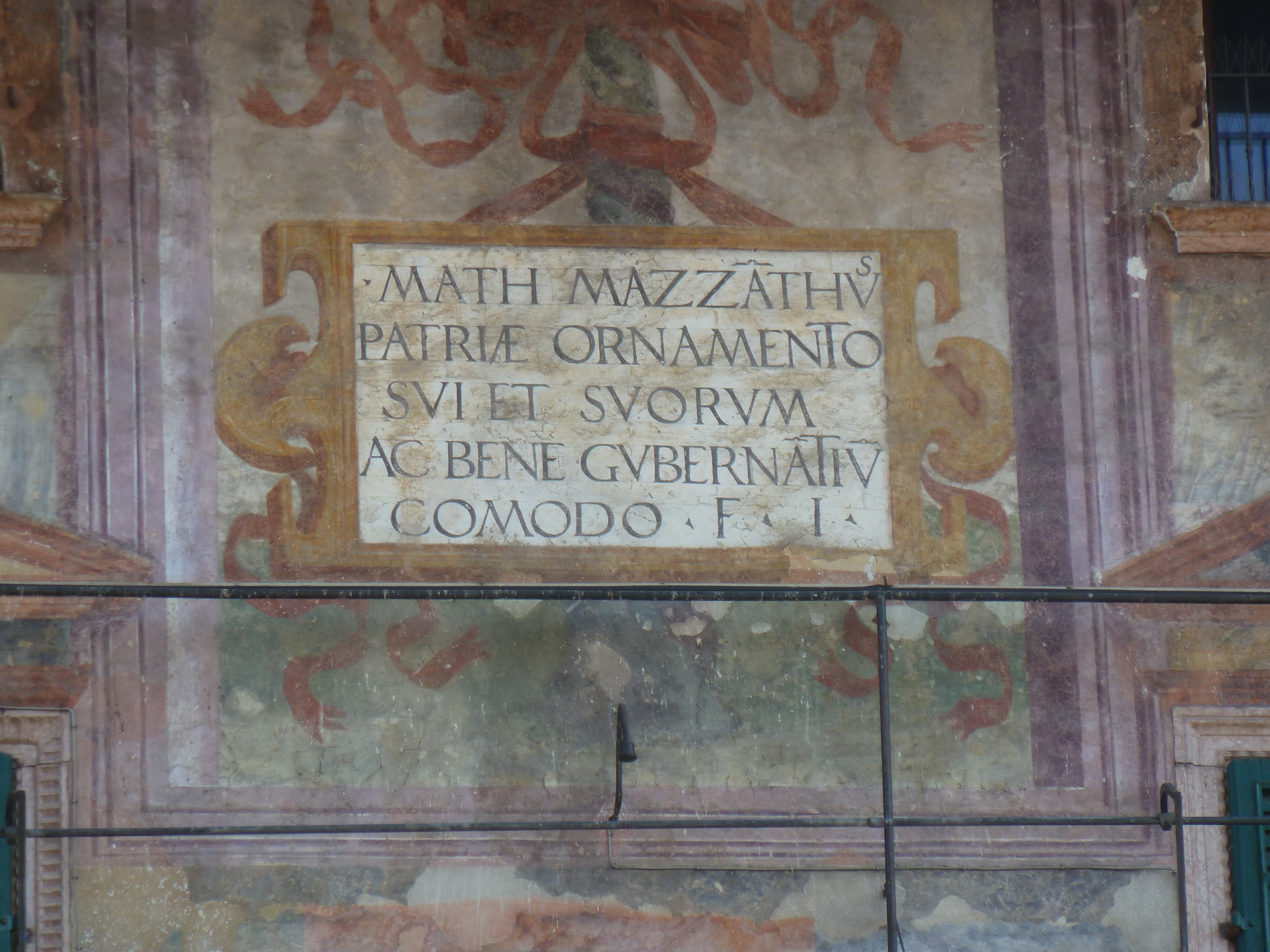
La targa celebrativa della famiglia Mazzanti, a cui si deve la decorazione del prospetto

Pochi anni dopo venne chiamato il pittore mantovano Alberto Cavalli, allievo di Giulio Romano, a decorare la porzione di edificio d'angolo appena ricostruito, sul lato di corso Santa Anastasia, e a inserire dei quadri figurati nelle decorazioni geometriche che erano state eseguite precedentemente nella parte centrale della facciata, verso la piazza. Per commemorare l'impresa di successo che lo aveva visto impegnato a lungo, Matteo Mazzanti fece inoltre scrivere al Cavalli una targa che lo ricorda.
Gli eredi del Mazzanti, a causa di una sfortunata serie di vicissitudini finanziarie, videro sequestrate i loro beni, comprese le case che portano il loro nome; dopo alcune aste andate deserte, a seguito di una cospicua riduzione di prezzi il complesso venne acquistato e diviso fra numerosi proprietari. In seguito a tale spartizione non vi furono più interventi di rilievo, tuttavia ognuno dei proprietari nel corso dei secoli apportò piccole trasformazioni negli interni e negli esterni, che hanno fatto perdere l'aspetto unitario che poteva caratterizzare in passato l'edificio.

### Interventi di restauro conservativo
Un primo intervento di restauro conservativo delle superfici affrescate poste sulla facciata prospiciente piazza delle Erbe avvenne negli anni ottanta del Novecento. Lavori decisamente più consistenti, commissionati dai proprietari della case, sono tuttavia stati svolti tra il 2020 e il 2022.
In quest'occasione, oltre al restauro degli affreschi, è stato previsto un intervento nel secondo livello della loggia che affaccia sulla piazza, che ha rimesso in luce l'antico porticato: quattro arcate centrali sono state completamente riaperte mediante la demolizione dei precari tamponamenti, mentre nella altre arcate i tamponamenti sono stati mantenuti ma sono stati messi in risalto sia i profili delle arcate (mediante un leggero "sfondamento" della superficie che con l'utilizzo di intonaci dalle cromie leggermente differenti) sia le colonnine, che sono state rimesse in luce. Nel prospetto lungo via Mazzanti invece si è provveduto al restauro degli affreschi ancora esistenti nel sottogronda e sono stati rimossi gli intonaci, realizzati in fasi diverse e pertanto disomogenei e discontinui, che sono stati sostituiti con nuovi intonaci in malta di calce naturale, con aggiunta di terre naturali, ed eliminati gli elementi oscuranti incongrui.

## Descrizione

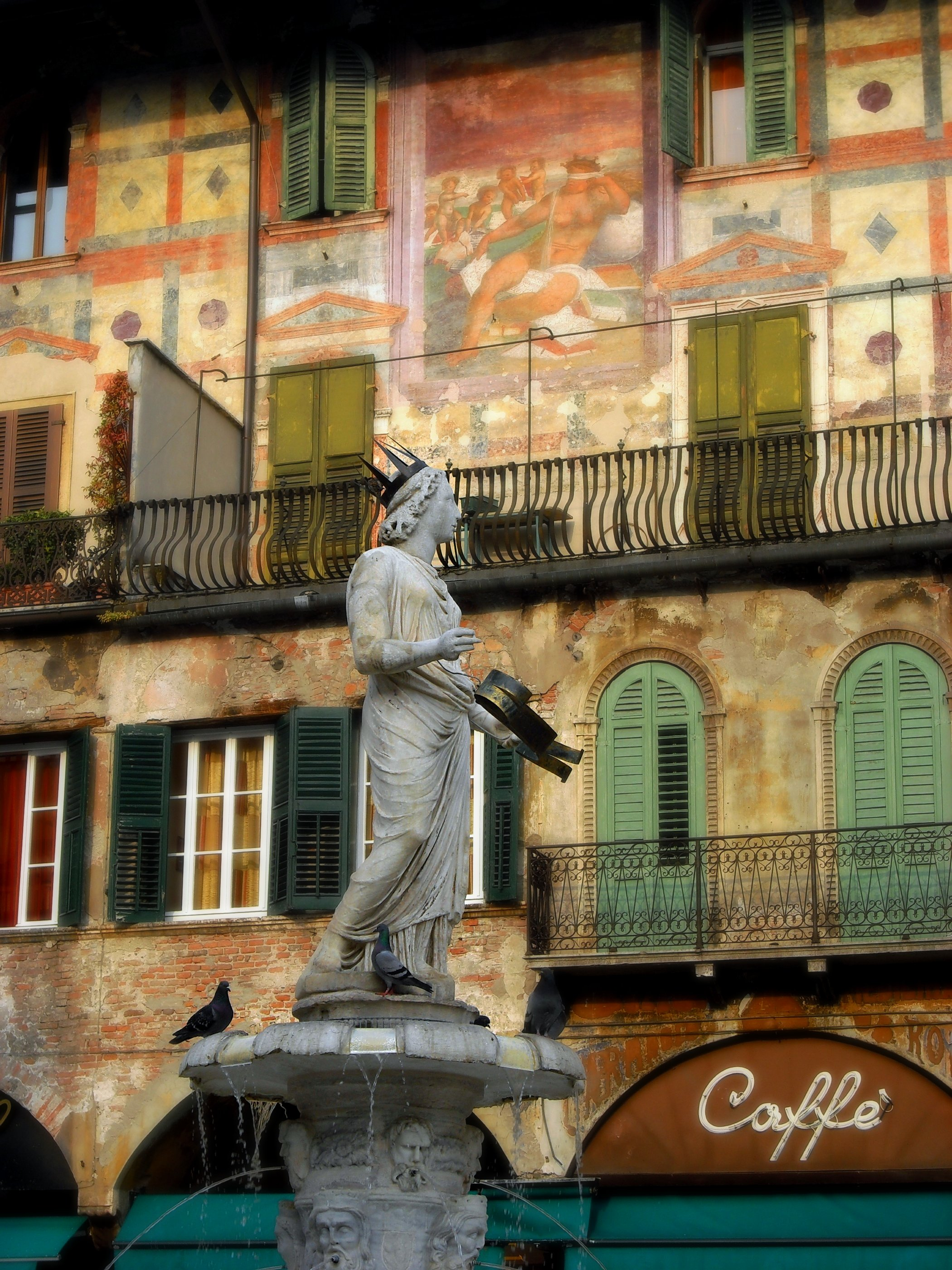
La statua di Madonna Verona e sullo sfondo gli affreschi delle case Mazzanti

Le case Mazzanti si trovano lungo il lato nord-orientale di piazze Erbe e si estendono da corso Santa Anastasia fino al volto Barbaro, che le separa dalla Domus Nova.
Il lato prospiciente la piazza è caratterizzato al piano terra da un loggiato, che consiste in un porticato con archivolti a sesto ribassato sostenuti da sedici colonne rinascimentali, che si differenziano le une dalle altre per l'altezza e per i capitelli. Molti di questi, infatti, recano degli stemmi, mentre le insegne delle antiche botteghe, sempre a forma di stemma, si trovano sotto le brevi architravi che collegano le colonne al muro perimetrale dell'edificio.
Questo prospetto è inoltre caratterizzato da ben 400 mq di superficie affrescata, intervento commissionato dal Mazzanti al pittore mantovano Alberto Cavalli, cresciuto nella scuola del gigantismo di Giulio Romano; tali affreschi, che si trovano in buono stato di conservazione, sono tra i pochi sopravvissuti di una Verona in cui la decorazione delle pareti esterne assunse proporzioni e risultati notevoli.

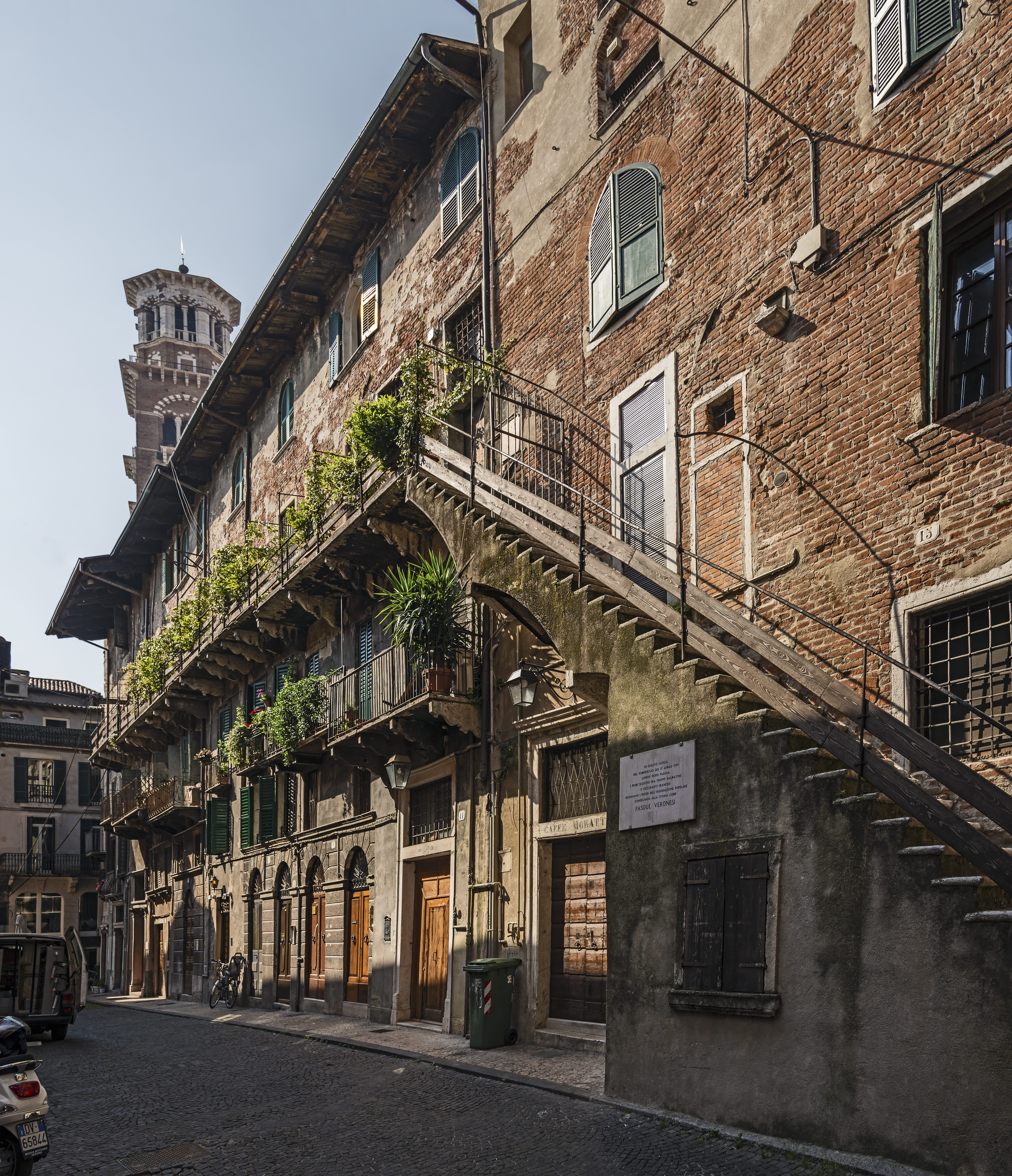
Il prospetto secondario dell'edificio, lungo via Mazzanti

A partire dal XV secolo, a Verona l'affresco esterno diventò infatti un elemento caratterizzante l'architettura e perfino la città stessa, tanto che venne più volte definita urbs picta. Se, infatti, in molte città si diffuse l'uso della decorazione delle facciate, è comunque difficile trovare casi che raggiungano la città scaligera per quantità e grandiosità delle opere, che arrivarono a coinvolgere intere facciate: nella monografia Fassaden Malerei in Verona di Gunter Schweikhart sono per esempio raccolte ben 367 schede relative a opere databili dal XIV al XX secolo.
Il retro dell'edificio si contraddistingue invece da una ripida scala esterna che permette l'accesso diretto ai piani superiori, oltre che dal rinascimentale pozzo Mazzanti. Il puteale del pozzo è in marmo rosso di Verona, decorato con foglie d'acanto separate da ramoscelli con fiori a formare gli otto spigoli. Vi sono inoltre inseriti diversi stemmi: il Leone di San Marco, quello della città e quelli dei rettori Andrea Diedo e Giacomo Marcello e del camerlengo che nel 1478 fecero rifare il pozzo. Il puteale è posto tra due colonne collegate da un architrave, mentre alcune guide di ferro, che permettevano di calare i secchi per raccogliere l'acqua, scendono dalle abitazioni circostanti.